# Grafikus felhasználói felületet fejlesztő eszköz
A grafikus felhasználói felületet fejlesztő eszköz (vagy más néven GUI builder), egy szoftverfejlesztő eszköz, ami leegyszerűsíti a grafikus felhasználói felületek létrehozását. Lehetővé teszi a tervezőnek, hogy a grafikus vezérlőelemeket (másnéven widgeteket) egy drag-and-drop WYSIWYG szerkesztő használatával hozza létre. GUI builder nélkül a GUI-t manuálisan kell létrehozni, úgy, hogy az egyes elemek paramétereit a forráskódban adjuk meg. Ezek kinézetéről vizuális visszajelzést egészen addig nem kapunk, amíg a programot le nem futtatjuk.
Ezeket a felhasználói felületeket általában eseményvezérelt architektúrával programozzák, így maga a GUI builder is leegyszerűsíti ennek az eseményvezérelt kódnak a létrehozását. Ez a támogató kód, összekapcsolja a grafikus vezérlőelemeket a kimenő és bejövő eseményekkel, amelyek kiváltják az alkalmazás logikáját biztosító funkciókat.
Néhány GUI builder, például a Glade Interface Designer automatikusan állítja elő a grafikus vezérlőelemekhez tartozó összes forráskódot. Mások, például az Interface Builder, objektumpéldányokat hoznak létre, amelyeket utána az alkalmazás tölt be.

## GUI builderek listája

### C nyelvre épülő
- - GTK+ / Glade Interface Designer
  - XForms (toolkit)
  - Intrinsics
  - Motif

### C# nyelvre épülő
- UWP / Windows Presentation Foundation / WinForms
  - Microsoft  Visual Studio XAML Editor, XAML based GUI layout
  - Microsoft Expression Blend
  - SharpDevelop

- Xarmarin.Forms / .NET Core
  - Xamarin Studio

### C++ nyelvre épülő
- UWP / Windows Presentation Foundation / WinForms
  - Microsoft  Visual Studio XAML Editor, XAML based GUI layout
  - Microsoft Expression Blend
- C++Builder / VCL (Visual Component Library)
- Gtkmm / Gui Builder IDE?
- Qt Creator / Qt
- FLTK
- wxWidgets
  - wxGlade
  - wxFormBuilder
  - wxCrafter (plugin for CodeLite)
- Projucer

### Objective-C / Swift nyelvre épülő
- Cocoa/OpenStep
- GNUstep
- Gorm

### Java nyelvre épülő
- Android Studio, XML based GUI layout
- NetBeans GUI design tool

### HTML/Javascript nyelvre épülő
- DreamWeaver from Adobe (Webes alkalmazáshoz GUI builder)
- Apache Cordova / PhoneGap

### Object Pascal nyelvre épülő
- Delphi / VCL (Visual Component Library)
- Lazarus

### Tk Framework-re épülő
- Tk (framework)
- ActiveState Komodo (Már nem tartalmaz GUI buildert)

### Visual Basic nyelvre épülő
- UWP / Windows Presentation Foundation / WinForms
  - Microsoft  Visual Studio XAML Editor, XAML based GUI layout
  - Microsoft Expression Blend

### Alkalmazások
- Adobe Animate
- App Inventor for Android
- AutoIt
- Axure RP
- Interface Builder
- Crank Storyboard Suite
- Embedded Wizard
- FLUID
- GEM
- Resource construction set
- Stetic
- LucidChart
- OpenWindows
- Scaleform
- Ultimate++
- Wavemaker

## Fejlesztői környezetek listája

### GUI builderrel szerelt IDE-k
- 4D
- ActiveState Komodo (Már nincs GUI buildere)
- Android Studio
- AutoIt3
- C++Builder
- Clarion
- Code::Blocks
- CodeLite
- dBase
- Embedded Wizard
- Delphi
- Eclipse
- Gambas
- IntelliJ IDEA
- JDeveloper
- KDevelop
- LabWindows/CVI
- LANSA
- Lazarus
- Liberty BASIC
- Microsoft Visual Studio
- MonoDevelop
- MSEide+MSEgui
- MyEclipse
- NetBeans
- OutSystems
- PascalABC.NET
- Purebasic
- Qt Creator
- SharpDevelop
- Softwell Maker
- Xcode
- Xojo

## Fordítás
- Ez a szócikk részben vagy egészben  a   Graphical user interface builder című angol Wikipédia-szócikk ezen változatának fordításán alapul.  Az eredeti cikk szerkesztőit annak laptörténete sorolja fel. Ez a jelzés csupán a megfogalmazás eredetét és a szerzői jogokat jelzi, nem szolgál a cikkben szereplő információk forrásmegjelöléseként.